# لان کلمبیا

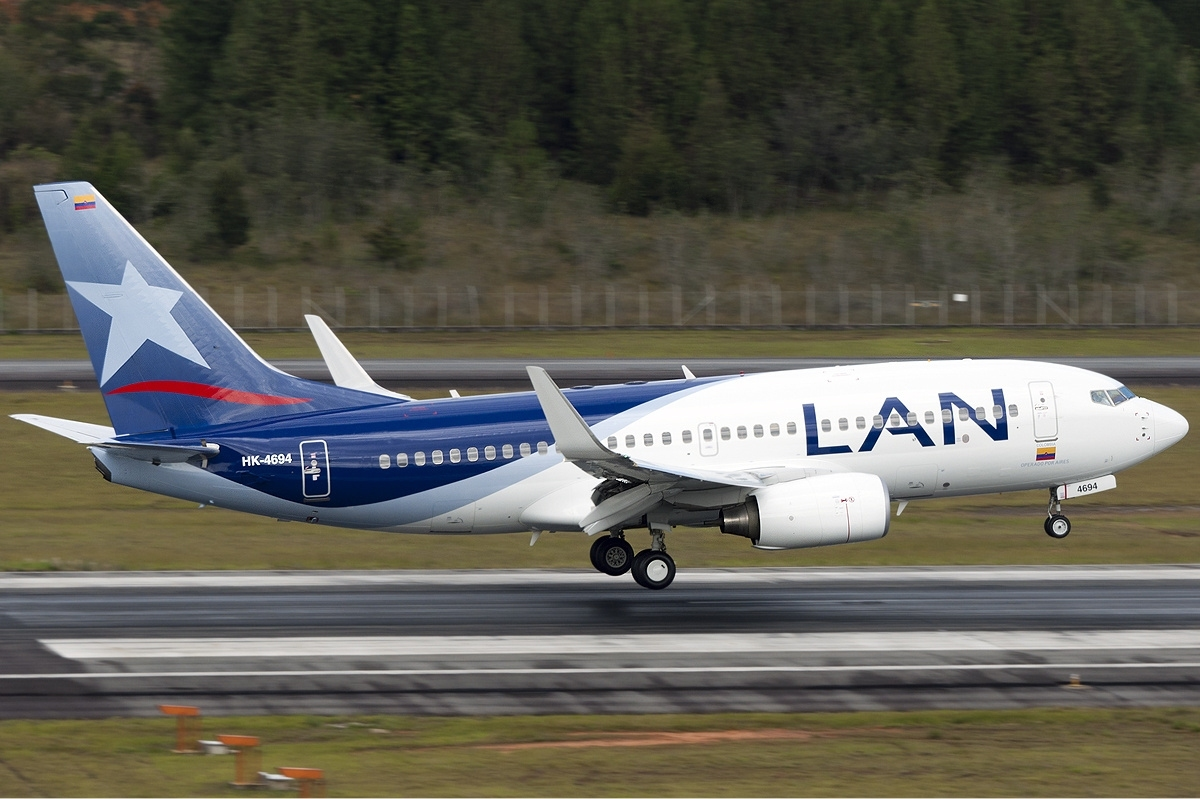
هواپیمای بوئینگ ۷۳۷ متعلق به لان کلمبیا

لان کلمبیا (به انگلیسی: LAN Colombia) شرکت هواپیمایی کلمبیایی است، که در سال ۱۹۸۱ تأسیس شد و در حال حاضر به‌عنوان زیرمجموعه‌ای از خطوط هوایی لان ایرلاینز، روزانه به ۳۱ مقصد، در آمریکای شمالی و جنوبی، پروازهای مستقیم دارد.
دفتر مرکزی شرکت لان کلمبیا در شهر بوگوتا، کلمبیا قرار دارد و فرودگاه بین‌المللی ال دورادو و فرودگاه انریکه اولایا هررا، قطب‌های این شرکت هواپیمایی به‌شمار می‌آیند. شرکت لان کلمبیا در حال حاضر در ناوگان هوایی خود، دارای ۲۲ فروند هواپیمای جت مسافربری می‌باشد.